# 삼성 갤럭시 Z 플립
삼성 갤럭시 Z 플립(Samsung Galaxy Z Flip)은 삼성전자가 개발한 안드로이드 기반 폴더블 스마트폰이다. 2020년 2월 11일 (한국시간 2020년 2월 12일 오전4시) 갤럭시 언팩 행사에서 갤럭시 S20과 함께 공개되었으며 2020년 2월 14일 출시되었다. 갤럭시 폴드와 달리, 이 장치는 수직으로 접히며 "인피니티 플렉스 디스플레이"라는 하이브리드 글래스 코팅을 사용한다. 가격은 160만원이고 톰 브라운 에디션은 295만원이다.

## 사양

### 디자인
갤럭시 Z 플립은 알루미늄 프레임으로 구성되어 있으며 Schott AG가 제조한 디스플레이용 플레서블 울트라 씬 글래스(Ultra Thin Glass, UTG)를 갖추고 있다. 이 유리는 보호 방식의 플라스틱 층으로 덮여있다. Z 플립은 유리 디스플레이를 사용하는 최초의 폴더블 스마트폰인 반면, 모토로라 레이저와 갤럭시 폴드와 같은 과거의 폴더블 폰들은 플라스틱 디스플레이를 사용하였다.
유리 디스플레이를 사용하여 화면 내구성이 더 좋아졌으며 접히는 부분의 화면 주름을 감소시켜 준다. 힌지 구조는 현재 먼지 방출을 위해 설계된 나일론 섬유를 통해 강화되어 있다. 삼성은 최대 200,000번까지 접을 수 있다고 언급하였다. 이 장치는 3가지 색상으로 출시된다.(미러 퍼플, 미러 블랙, 미러 골드) 나라나 통신사에 따라 이용 가능한 컬러는 다를 수 있다. Z 플립은 한정판 톰 브라운 모델로도 구매가 가능하며 회색 바탕의 빨간색, 흰색, 파란색 줄무늬가 새겨져 있다.

### 하드웨어
이 장치는 클램셸 디자인을 사용함으로써 HDR10+을 지원하는 6.7인치 21:9 다이내믹 AMOLED 디스플레이를 감춘다. 화면은 전면 카메라를 위해 디스플레이 상단을 둥글게 깎아놓은 형태를 취한다. 바깥에서 보면 카메라 모듈과 근접한 1.1인치 소형 외부 디스플레이를 갖추고 있고 이 화면을 통해 시간, 날짜, 배터리 상태를 보고 알림을 확인하고 전화를 걸고 뷰파인터 역할을 수행할 수 있다. 스냅드래곤 855+ SoC와 아드레노 640 GPU를 활용하며 8 GB의 LPDDR4X RAM과 256 GB의 확장 불가 UFS 3.0 스토리지를 포함한다. 총 용량 3300 mAh의 배터리 2개를 탑재하고 있으며 최대 15W로 유무선(무선의 경우 Qi를 통해) USB-C로 재충전이 가능하다. 전원 단추는 프레임 안에 위치해 있으며 지문 센서의 역할도 하며 볼륨 조절기는 상단에 위치해 있다. 듀얼 카메라 구성에는 후면 12 MP 기본 센서와 12 MP 광역 센서가 있으며 전면 카메라는 10 MP이다.

### 소프트웨어
Z 플립은 안드로이드 10과 삼성의 One UI 2.1 스킨이 미리 설치되어 있으며 최신 버전은 안드로이드 11 기반 One UI 3.1.1이다. 플렉스 모드(Flex mode)라는 이름의 화면 분할 기능이 유튜브, 구글 듀오와 같은 특정 앱에서 지원된다. 또 멀티 윈도우 기능을 활용할 수 있어 두 개의 앱을 동시에 구동할 수 있다.

## 반응
PC 매거진의 Sascha Segan은 Z 플립에 3/5점을 주면서 "삼성 갤럭시 Z 플립은 실제로 동작하는 최초의 폴딩 폰이지만 주류 히트작이라기 보다는 여전히 비싸고 잠재적으로 부서지기 쉬운 패션 물건이다."라고 언급하였다. CNET의 Jessica Dolcourt는 Z 플립에 7.9/10점을 주면서 바로 받아서 바로 사용하기 쉬운 조화로운 기기라고 이야기했다. 이 대표적인 하드웨어, 폼 팩터, 소프트웨어/UI, 디스플레이, 카메라에 좋은 평가가 있던 반면, 가격, 취약성, 커버 디스플레이의 크기에는 비판이 있었다. Dolcourt는 플렉스 모드를 "이제껏 가장 고유하고 흥미롭고 효율적인 기능"이라고 평한 반면 배터리는 보통이며 대부분의 멀티미디어가 이 장치의 화면비와 호환되지 않아 필러박스가 생긴다고 지적했다.
iFixit는 이 장치에 대해 2/10점의 수리 가능성 점수를 부여하였다.

## 갤러리

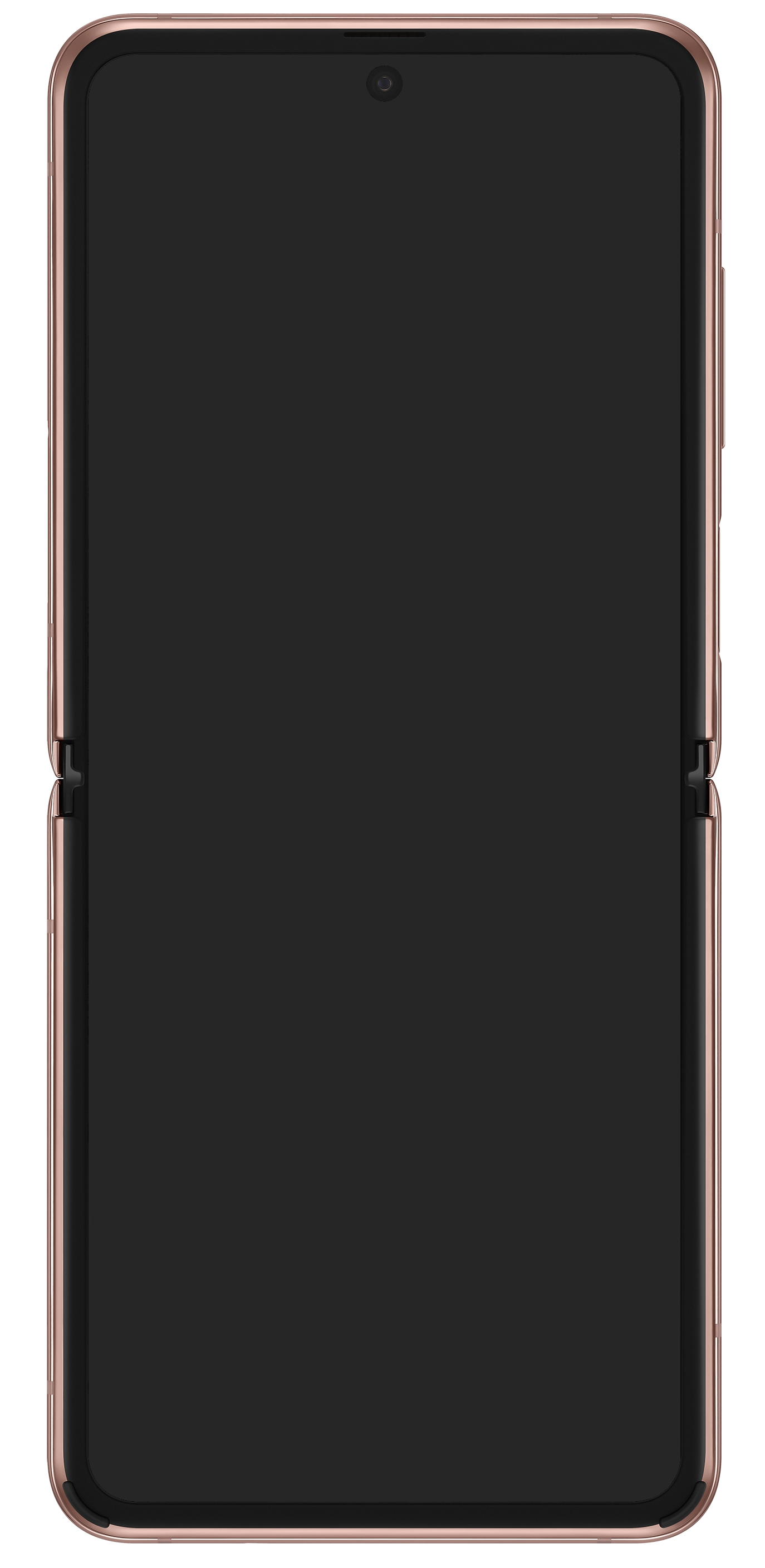
펼친 갤럭시 Z 플립
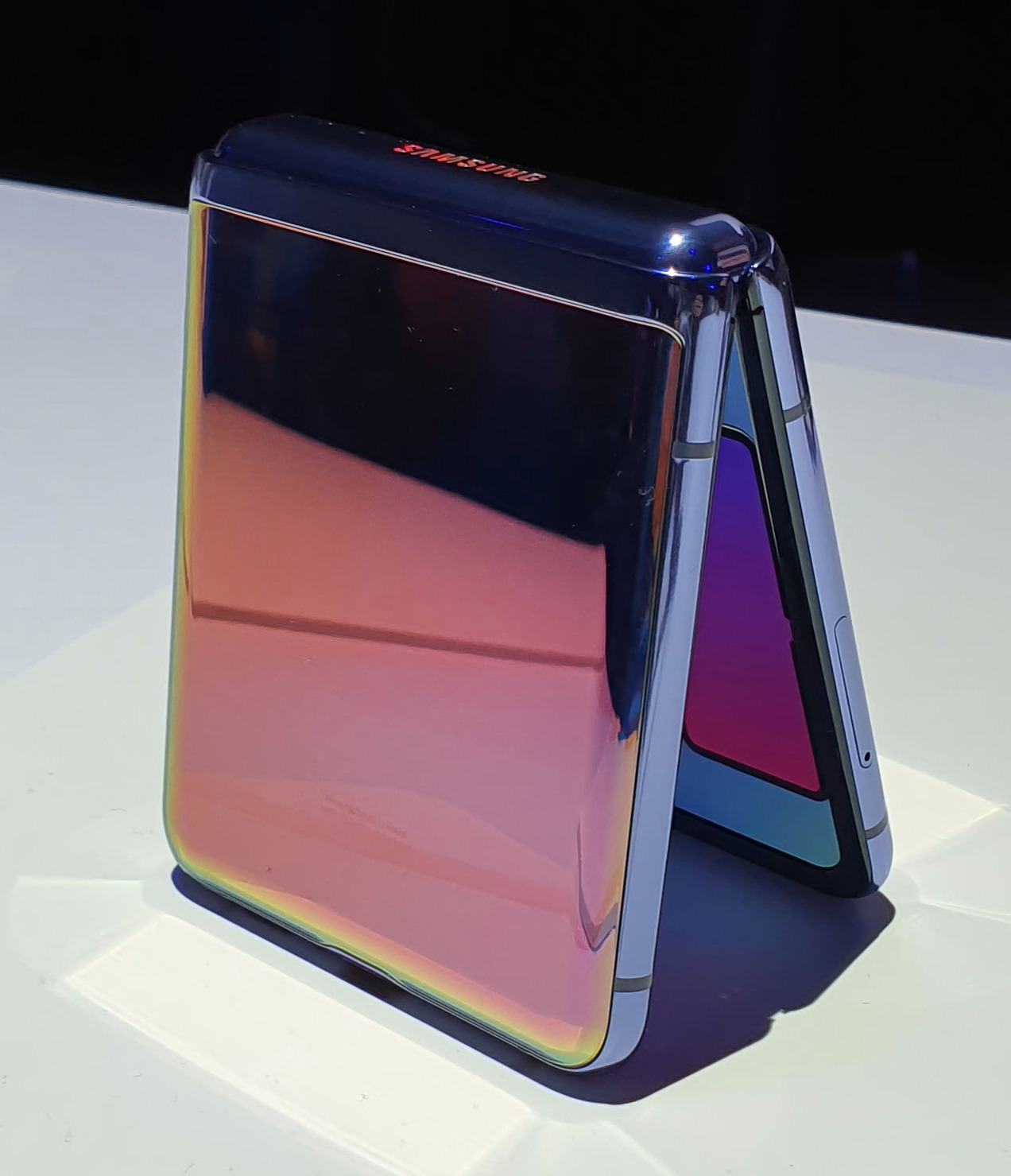
접었을 때
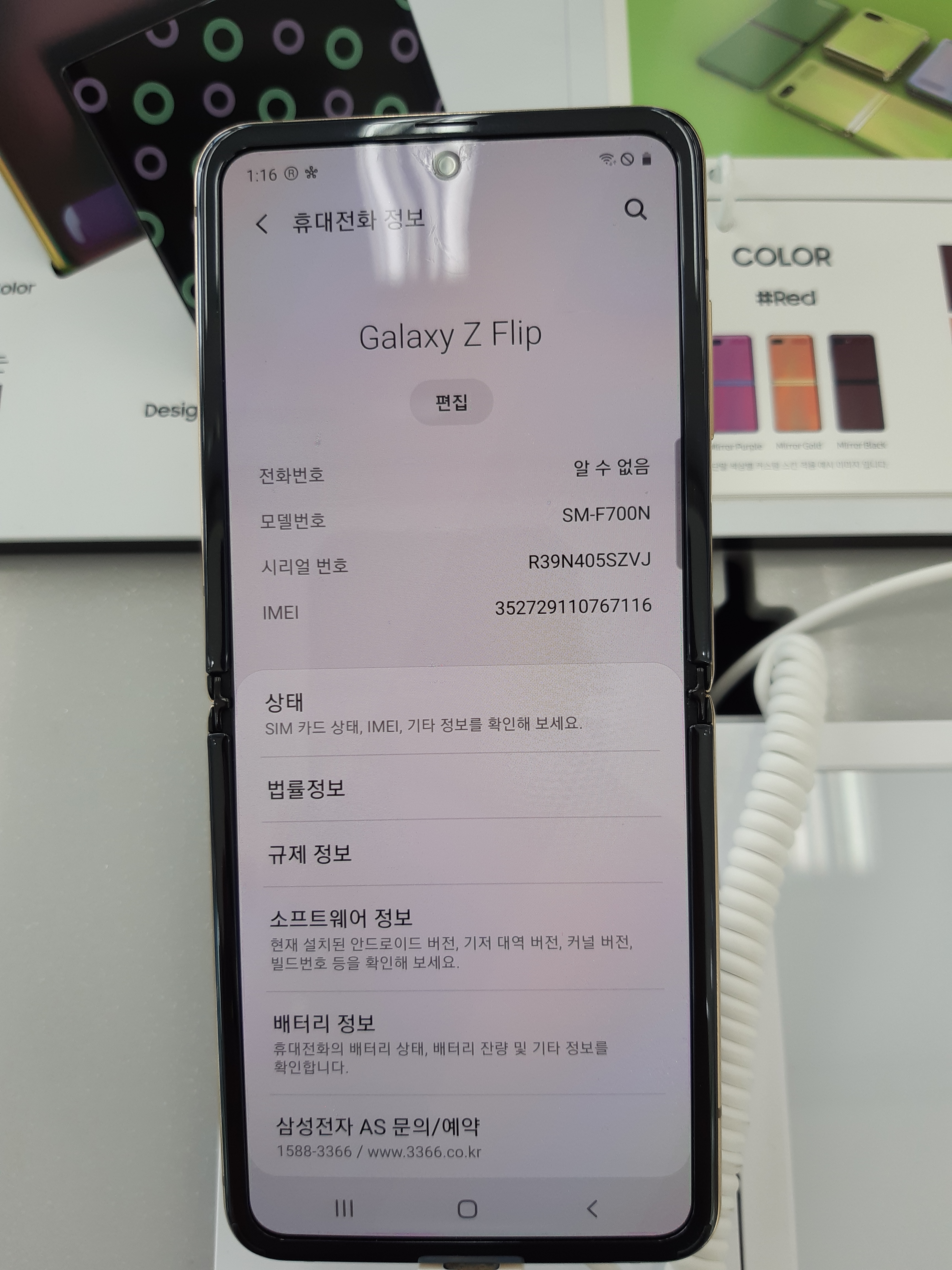
펼쳤을 때
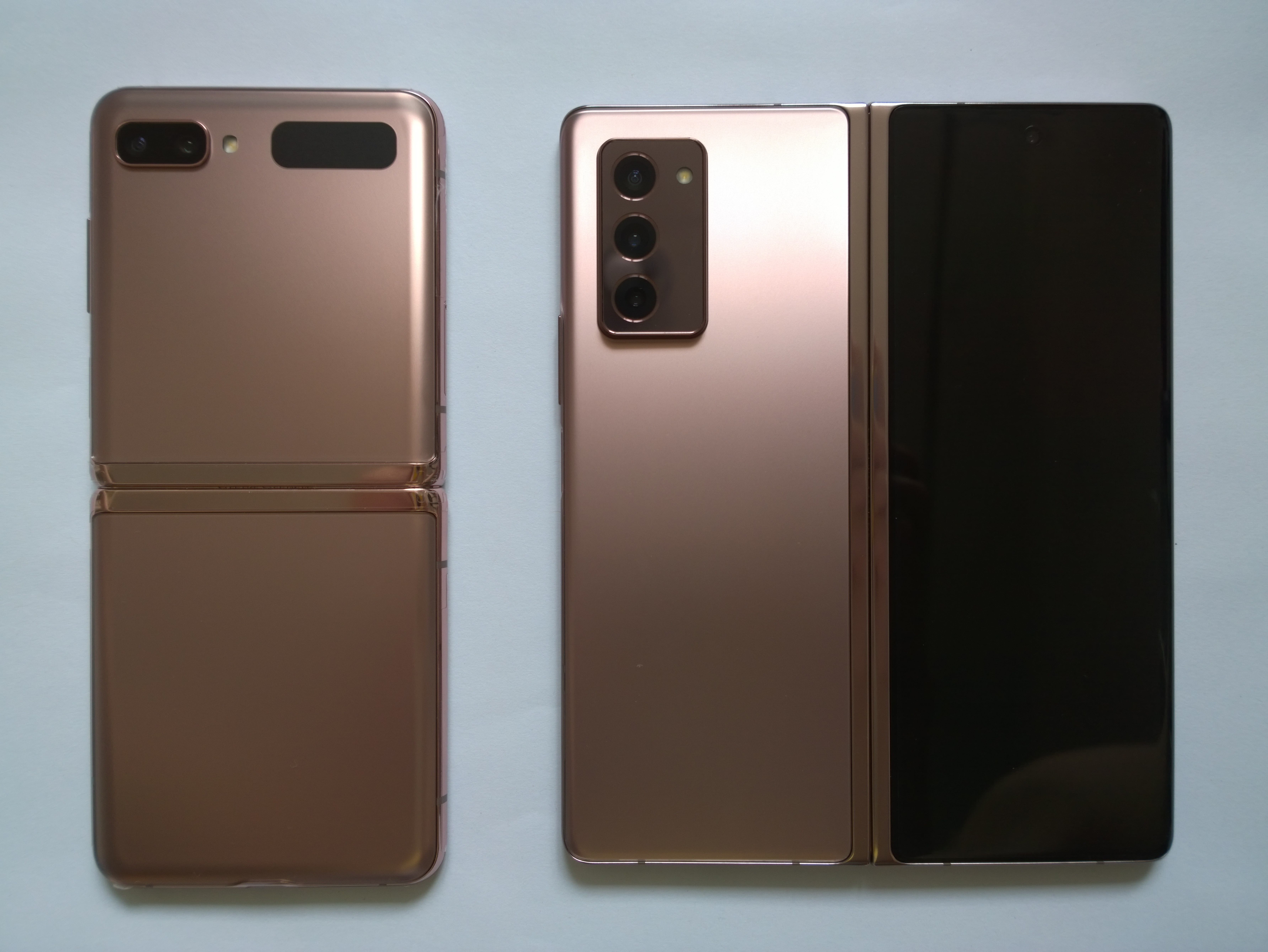
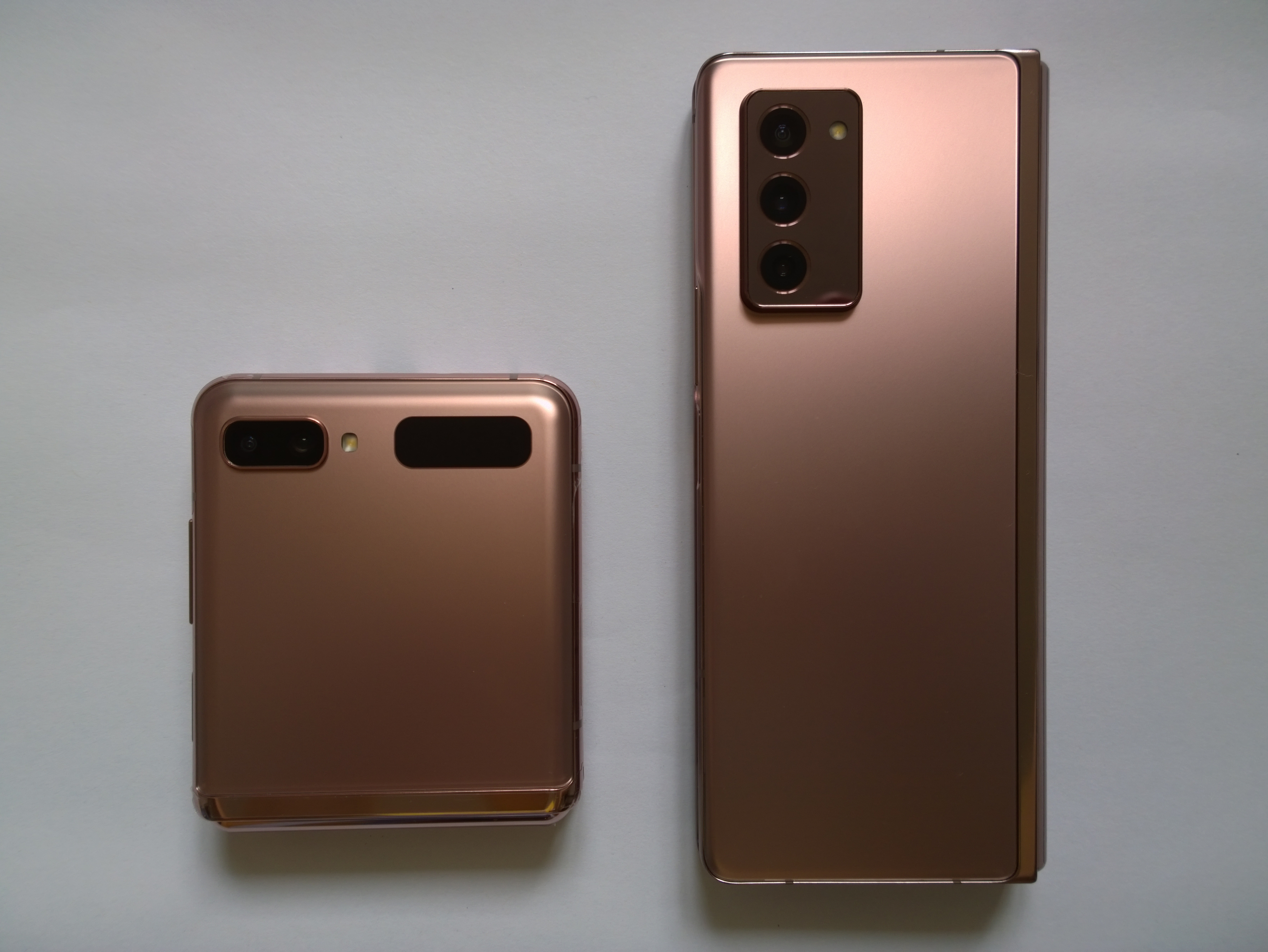
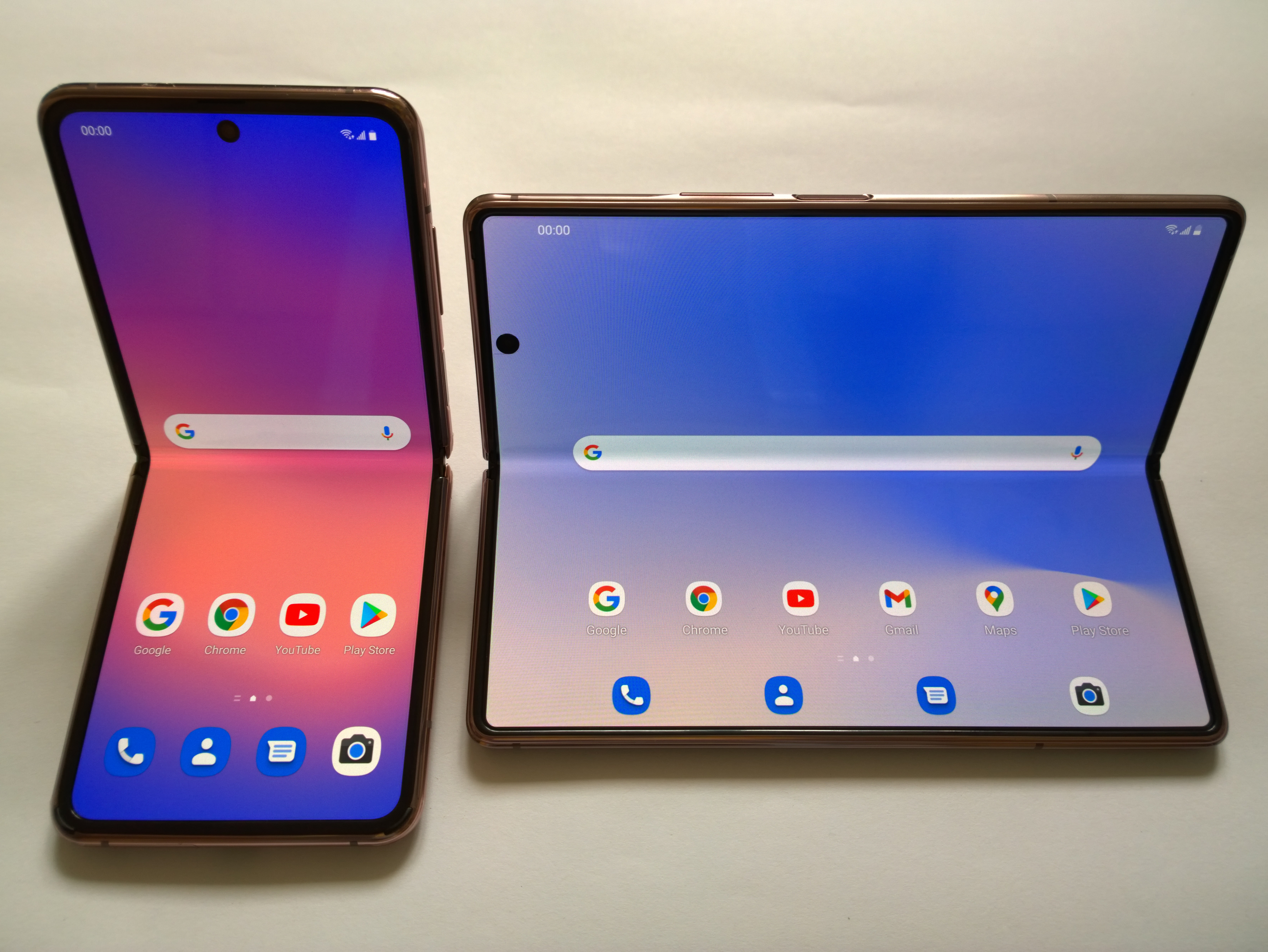
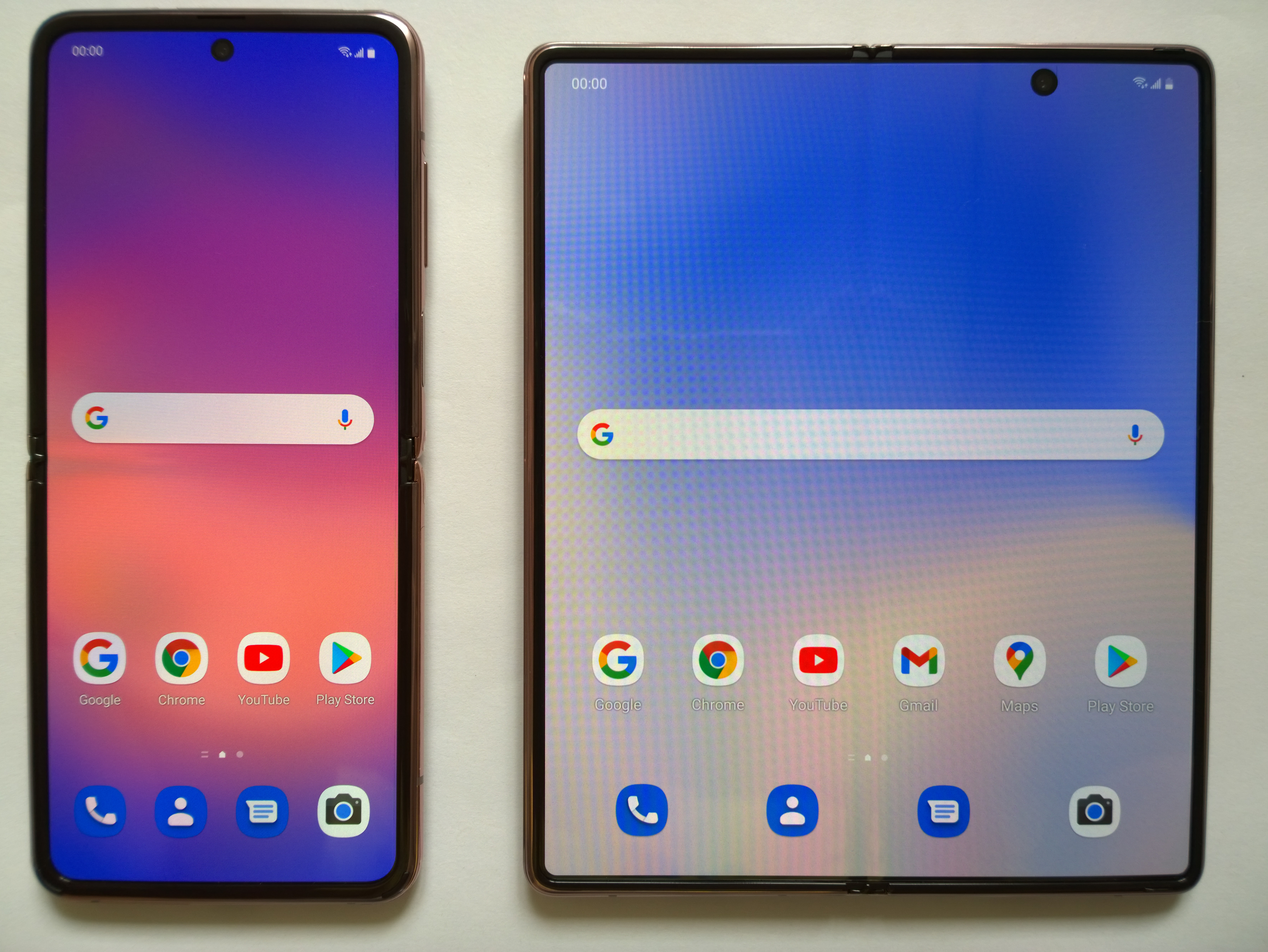